# Petőfi Rádió

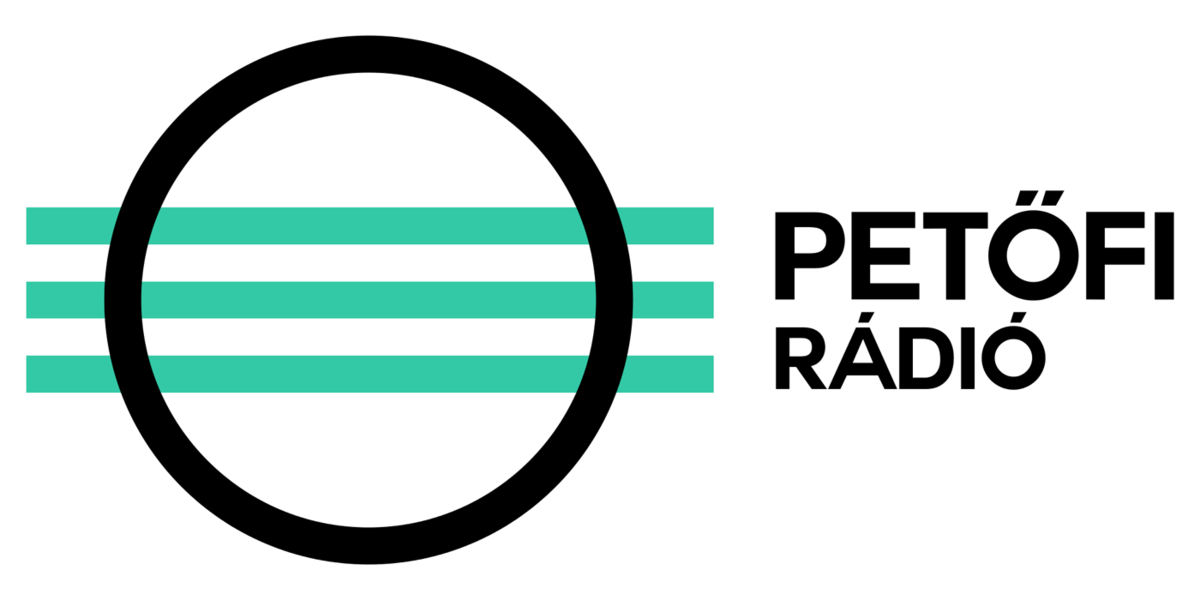
Logo Petőfi Rádió

Petőfi Rádió – węgierska stacja radiowa, jedna z trzech stacji państwowych (obok Kossuth Rádió i Bartók Rádió) Magyar Rádió, nazwę swą otrzymała na cześć poety węgierskiego Sándora Petőfiego.

## Oferta programowa
Przez pięćdziesiąt lat działalności stacja może pochwalić się kilkoma bardzo znaczącymi sukcesami: audycjami, którymi na stałe wpisała się do historii (np. Rodzina Szabó - Szabó család). Jest to stacja przede wszystkim rozrywkowo-usługowa. Obok oferowania rozrywki na wysokim poziomie celem stacji jest docieranie ze swoimi programami do szerszego grona słuchaczy. Tu znajdziemy najszerszą gamę gatunków muzycznych, wiele programów jazzowych oraz bardzo popularny koncert życzeń. Bardzo ważne są wiadomości sportowe oraz relacje.

## Częstotliwości
Radio nadaje na następujących częstotliwościach FM:
- Budapeszt 94,8 MHz
- Csávoly 89,4 MHz
- Debreczyn 89,0 MHz
- Győr 93,1 MHz
- Kab-hegy 93,9 MHz
- Kékes 102,7 MHz
- Kiskőrös (Csengőd) 95,1 MHz
- Komádi 96,7 MHz
- Miszkolc 102,3 MHz
- Nagykanizsa 94,3 MHz
- Pecz 103,7 MHz
- Sopron 99,5 MHz
- Segedyn 104,6 MHz
- Szentes 98,8 MHz
- Tokaj 92,7 MHz
- Uzd 90,3 MHz
- Vasvár 98,2 MHz